# GRXCR1
GRXCR1 (англ. Glutaredoxin and cysteine rich domain containing 1) – білок, який кодується однойменним геном, розташованим у людей на короткому плечі 4-ї хромосоми.  Довжина поліпептидного ланцюга білка становить 290 амінокислот, а молекулярна маса — 32 294.
| 10         |  | 20         |  | 30         |  | 40         |  | 50         |
| ---------- |  | ---------- |  | ---------- |  | ---------- |  | ---------- |
| MLKREMKPES |  | DRPRKVRFRI |  | ASSHSGRVLK |  | EVYEDGQPSG |  | SLDSECASIC |
| GIDGLGDSDG |  | QQNGHIESEG |  | DENENDQDSL |  | LVLARAASEK |  | GFGTRRVNIL |
| SKNGTVRGVK |  | YKVSAGQALF |  | NNLTKVLQQP |  | STDLEFDRVV |  | IYTTCLRVVR |
| TTFERCELVR |  | KIFQNHRVKF |  | EEKNIALNGE |  | YGKELDERCR |  | RVSEAPSLPV |
| VFIDGHYLGG |  | AEKILSMNES |  | GELQDILTKI |  | ERVQHPHECP |  | SCGGFGFLPC |
| SVCHGSKMSM |  | FRNCFTDSFK |  | ALKCTACNEN |  | GLQRCKNCAG |  |            |

A: Аланін

C: Цистеїн

D: Аспарагінова кислота

E: Глутамінова кислота

F: Фенілаланін

G: Гліцин

H: Гістидин

I: Ізолейцин

K: Лізин

L: Лейцин

M: Метіонін

N: Аспарагін

P: Пролін

Q: Глутамін

R: Аргінін

S: Серин

T: Треонін

V: Валін

Задіяний у такому біологічному процесі як поліморфізм. 
Локалізований у клітинних відростках, війках.